# Veszprémi Úttörővasút
A veszprémi úttörőkvasút a vidámpark és az állatkert között közlekedett. Ez a "járat" csak szórakozási célból működött, komolyabb utasforgalma sosem volt. A vidámpark megszűnésével egy időben szűnt meg. A járaton gyermekvasúti szolgálat volt.

## Története
A kisvasút 1961 május elsején, a vidámpark megnyitásával egyszerre indult. Építése társadalmi munkában zajlott. A vonalon úttörővasutasok teljesítettek szolgálatot. 1971-ben, az üzemeltetésre szánt források csökkentése miatt gyakorlatilag felszámolták a vidámparkot - a magas látogatottsága ellenére. Az 1980-as években többször szóba jött a kisvasút újraindítása, de ez egyszer sem sikerült. A síneket felszedték, mára csak a lezárt alagút és egy megállóhely épülete maradt meg.

## Megállóhelyei
| Km (↓) | Megállóhelyek        | Km (↑) | Megállóhely mai helye                                     |
| ------ | -------------------- | ------ | --------------------------------------------------------- |
| 0      | Vidámpark végállomás | 1      | A Veszprémvölgyi utca kereszteződésénél                   |
| 0,3    | Csónakázótó          | 0,7    | A kolostorral szemben a Séd túlpartján, az épülete megvan |
| 0,6    | Úttörő-kemping       | 0,4    | Az "A part alatt" játszótérnél                            |
| 1      | Állatkert végállomás | 0      | Az állatkert alsó bejárata előtti téren                   |

A pálya végig egyvágányú volt, a végállomásokon kitérővel. Az állatkert és az úttörő-kemping közti szakaszon egy 200 méteres alagút volt, ami ma is látható.

## Járművek
A vonalon egy-egy MD-40 típusú mozdony vontatta a két, zárt utastérrel, de nyitott ajtókkal készült kocsikból álló szerelvényt. A vasút megszűnése után ezek helyi óvodák udvarára kerültek. 2018-ban döntött az önkormányzat az egyik felújításáról és a völgyben történő kiállításáról. 2021. decemberében a város közgyűlése megszavazta a szerelvény végleges helyét az egykori Csónakázótó megállóhely mellett, és egy emléktábla felállítását, amin megtekinthetők a felújítást végző önkéntesek nevei is. A szerelvény várhatóan 2022. tavaszán kerül új helyére.